# Герджиков, Анастас
Анаста́с Георги́ев Герджи́ков (болг. Анастас Георгиев Герджиков, родился 28 февраля 1963 в Кырджали) — болгарский филолог, специалист по античной литературе, ректор Софийского университета с 2015 по 2023 года, доктор филологических наук, профессор античной и средневековой литературы с 2008 года.

## Биография
Анастас Герджиков закончил Национальную гимназию древних языков и культур в 1982 году.
В 1984—1985 годах изучал классическую филологию в Софийском университете «Климент Охридский». В 1986 году он продолжил учебу в Университете Гумбольдта в Берлине, где в 1990 году получил степень магистра, защитив магистерскую диссертацию на тему «Критика Аристотелем политических работ Платона».
С 1991 года он был штатным ассистентом по латыни в Софийском университете «Климент Охридский». Специализировался в Австрии и Германии. В 2001 защитил докторскую диссертацию по древнеримской литературе. С 2004 г. он работал доцентом кафедры античной литературы. В 2006 году получил ученую степень «доктор филологических наук». С 2008 года — профессор античной и средневековой литературы.
Научные интересы Анастаса Герджикова связаны с исследованием римской литературы и политической теории античности и средневековья. Он является автором четырех монографий и более сорока работ в области древней литературы и регулирования высшего образования. Он является автором первого болгарского перевода «Политики» Аристотеля.
1 октября 2021 года профессор Анастас Герджиков объявил, что будет баллотироваться на пост президента Болгарии на ближайших выборах при поддержке партии «Граждане за европейское развитие Болгарии». 1 октября 2021 года, с началом академичного года, он заявил, что Болгарии нужен национальный идеал для объединения нации, и поэтому он баллотируется на пост главы государства.
На выборах в ноябре 2021 года вышел во второй тур и проиграл президенту Румену Радеву.